# Campodea schultzei
Campodea schultzei är en urinsektsart som beskrevs av Filippo Silvestri 1933. Campodea schultzei ingår i släktet Campodea och familjen Campodeidae. Inga underarter finns listade.